# Farní sbor Českobratrské církve evangelické v Letohradě
Farní sbor Českobratrské církve evangelické v Letohradě je sborem Českobratrské církve evangelické v Letohradě. Sbor spadá pod Královéhradecký seniorát.

## Historie sboru
Ač na přelomu 14. a 15. století patřilo celé okolí Letohradu husitství nakloněnmu rodu Žampachů z Potštejna (Mikuláš žádá r. 1410 zrušení klatby nad mistrem Janem Husem), následná rekatolizace vedla až k počtu pohých 5 evangelických rodin před 1. světovou válkou, které docházely do Horní Čermné.

### Vznik
Letohradský sbor (do roku 1946 kyšperský) leží na úpatí Orlických hor na rozhraní Čech, Moravy a Polska. Vznikl jako ovoce přestupového hnutí po I. světové válce z kazatelské stanice farního sboru v Horní Čermné, která byla založena v roce 1921 tehdejším čermenským farářem L. Řepou. Za spolupráce J. Motla bylo roku 1932 umožněno pravidelné konání služeb božích každou neděli. Po 20 letech se pak podařilo utvořit v Letohradě filiální sbor s vlastním duchovním J. Voborníkem. To již mohla být zahájena také činnost v nově utvořené kazatelské stanici v Žamberku, kterou od roku 1940 pomáhali organizovat bratři J. Ruml a J. Trnka. Ještě během války zahájeno konání služeb božích v misijní stanici v Jablonném n. O. Po skončení války se k letohradskému sboru připojila nově založená kazatelská stanice v Králíkách (1946, od roku 1956, po připojení stanic v Červené Vodě a Písařově, samostatný sbor. 1. 1. 1997 sloučen opět s letohradským sborem), která měla od počátku svého vlastního pracovníka (S. Morávka a od roku 1948 J. Procházku). Roku 1956 se stal Letohrad samostatným farním sborem.

### Kazatelé
Po odchodu vikáře J. Voborníka a po krátké výpomoci vikáře Polívky pracoval v letohradském sboru od roku 1945 po pět let vikář Václav Hrubý, kterého po jednoletém mezidobí, kdy byl sbor veden správní komisí, vystřídal vikář Zbyněk Honzal. Ten se stal po osamostatnění prvním farářem sboru a pracoval v něm 15 let. V letech 1966 - 1969 zde působil Jiří Vojtěchovský. Dále: Jarmila Strádalová (1971 - 1973) a Květa Šilarová (1973 - 1986). Mezi lety 1986 - 1997 Pavel Ruml, který nyní působí jako vojenský kaplan. V Letohradě sloužila od připojení králického sboru jeho manželka, původně farářka v Králíkách, Jana Rumlová. Po jejím odchodu do Olomouce (1. 10. 2005) byl sbor administrován z Horní Čermné v Chrudimském seniorátu. Od 2006 do 2021 byla farářkou sboru sestra Jiřina Kačenová (do té doby Znojmo).

### Shromažďování sboru

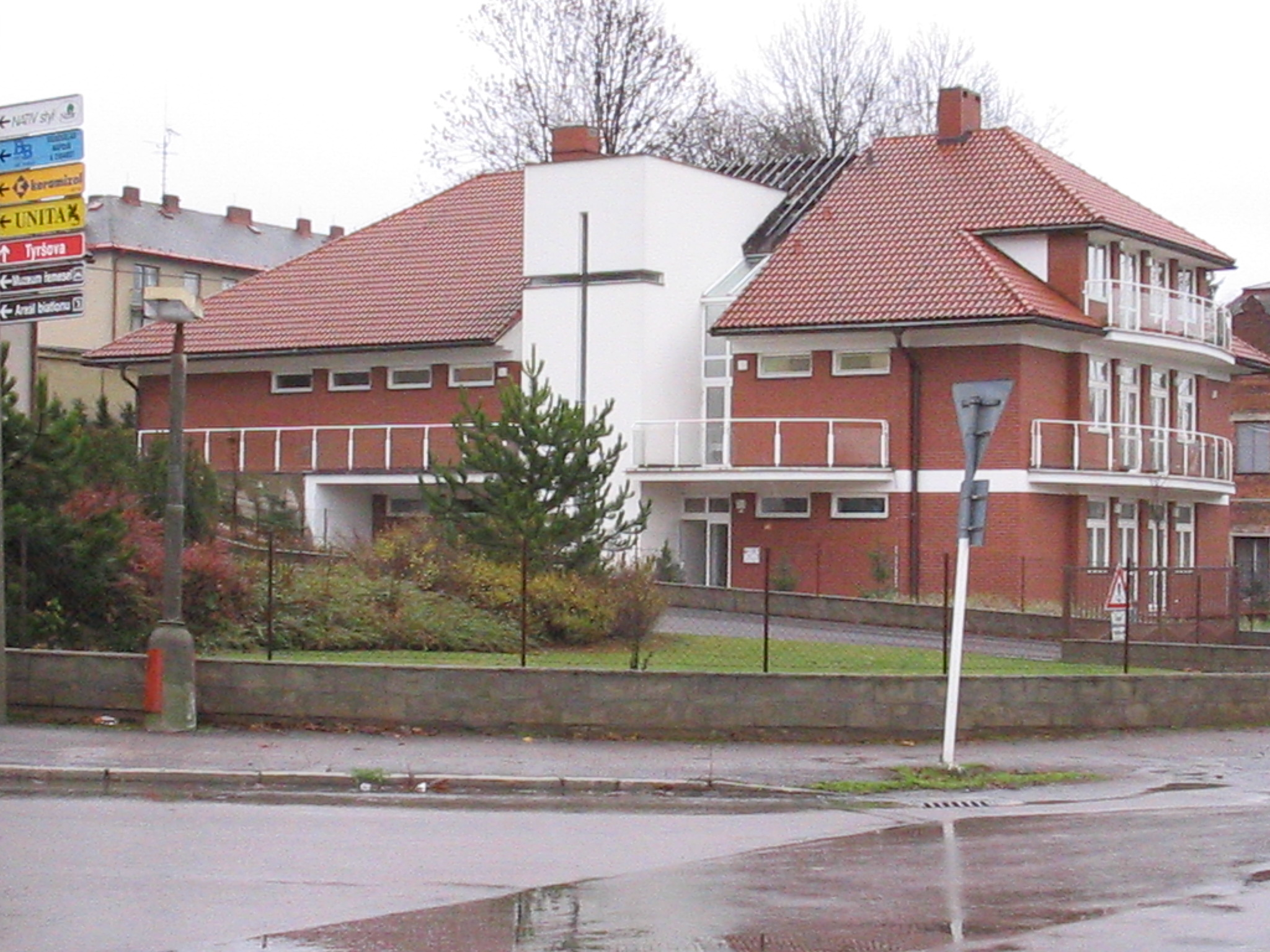
Celkový pohled na sborový dům v Letohradě

Sbor se od svého počátku do roku 1959 shromažďoval výhradně ve školách. Teprve pronájmem a po úpravě bývalé tiskárny získal sice provizorní, ale v daných poměrech postačující shromažďovací místnost, která sloužila také Církvi československé. V Žamberku užívá zase sbor pohostinství Církve československé. Po dlouholetém marném úsilí postavit vlastni bohoslužebný stánek, podařilo se v jubilejním roce 1957 koupit v Letohradě sborový dům, v němž byl zatím získán byt pro duchovního. Středem života sboru jsou nedělní bohoslužby. Po jistém poklesu účasti na nich v letech sedmdesátých, začal sbor s radostí zaznamenávat opačnou tendenci, ke které přispěla společenská změna v roce 1989. Kvůli nárůstu účasti i dalších aktivit sboru byla obnovena myšlenka na výstavbu nového sborového domu. Roku 1997 započala stavba, dokončená roku 2002. Sborový dům byl 25. 5. 2003 slavnostně otevřen odstupujícím synodním seniorem Pavlem Smetanou, za přítomnosti nového synodního seniora Joele Rumla.
Od roku 1992 má sbor dva ordinované presbytery. Bohoslužby se totiž konají i ve dvou kazatelských stanicích: v Žamberku a v Kunvaldě v "Domku na sboru" (Jde o majetek celé církve se stálou expozicí vztahující se k životu J. A. Komenského. Průběžně s pomocí Okresního muzea ve Vysokém Mýtě doplňována).

### Po pádu totality
Po změnách v roce 1989 se sbor snaží plnit svoje poslání i vůči veřejnosti. Navázal úzkou spolupráci s domovem pro postižené chlapce na Žampachu, kde se konají biblické hodiny, a zve chlapce na letní tábory i jiné sborové akce. Pro veřejnost pořádá sbor občasné koncerty, přednášky a ve spolupráci s MS YMCA i společenské akce. Sbor provozuje vlastní knihkupectví. Obohacující zkušeností jsou ekumenické kontakty. Daří se více s evangelickými sbory i církvemi v zahraničí. Na základě vládního programu mezi ČR a Švýcarskem navázalo město vztahy s Hausenem a. Albis. Pravidelné výměnné pobyty konfirmandů i další vzájemné návštěvy přerostly ve víc než v pouhou zdvořilost. Nejvýznamnější událostí bývají pro naši i Římskokatolickou církev společné ekumenické bohoslužby konané pravidelně na začátku nového roku.

### Kurátorky a kurátoři
- V. Faltus (do roku 1971)
- J. Čuřík (1971–1975)
- J. Ruml (1975–1985)
- P. Šilar (1985–1991)
- M. Valentová (od roku 1991)
- Josef Roček
- Václav Skalický